# ميخائيل ماير
ميخائيل ماير (بالألمانية: Michael Mayer )‏ (و. 1836 – 1911 م) هو سياسي، من ألمانيا، توفي في لاندسهوت، عن عمر يناهز 75 عاماً.

## مناصب
تولى منصب عضو مجلس النواب الألماني للإمبراطورية الألمانية.